# Ung (folyó)
Az Ung (ukránul: Уж [Uzs], szlovákul: Uh) a Laborc bal oldali mellékfolyója Ukrajnában és Szlovákiában.
Az Északkeleti-Kárpátok vízválasztójánál, a Besszádokban, az Uzsoki-hágó környékén ered 850 m tszf. magasságban. Kárpátalja nyugati határa, a szlovák–ukrán államhatár mentén folyik végig és Ungvár közelében lép át Szlovákia területére. Hossza 127 km, ebből 21,3 km esik Szlovákiára, a többi Ukrajnában található. Vízgyűjtő területe 2750 km², 61%-a Ukrajnában, 31%-a Szlovákiában terül el. A folyó a Kárpátokban hegyi jellegű. Ungvár előtt ér ki a síkságra, onnantól síkvidéki jellegű folyó. Átlagos vízhozama 32,3 m³/s.
Szláv neve az už (kígyó) szóból ered. A folyó mentén fekvő legnagyobb város Ungvár, további jelentősebb települések az ukrajnai szakaszon Perecseny és Nagyberezna. Az Ung völgye a Kárpátokban közlekedési és gazdasági szempontból jelentős. A folyó mentén halad az Uzsoki-hágón keresztül Lvivi területre vezető főút, valamint a villamosított Csap–Ungvár–Szambir–Lviv-vasútvonal.
Az Ung folyó energetikai hasznosítás a csehszlovák időszakban, az 1920-as években kezdődött. 1925-ben kezdték el az Ung-völgyi Vízerőműtelep építését, amelyet a csehszlovák hatóságok már nem tudtak befejezni. A Magyarországhoz visszakerült területen 1939-ben folytatódott a vízerőmű építése, amely 1942-re készült el. A vízerőműrendszer egy Nevicke és Ókemence között felépített duzzasztó és vízkivételi műből áll. Az itt kivett vizet egy üzemi csatorna vezeti el, melyen két energiatermelő telep található: egy Felsődomonya falunál, egy pedig Ungváron. Az ungvári erőműtelep után az üzemi vízcsatorna visszatér az Ung főágába.
Szlovákiában Deregnyőnél (Nagymihályi járás) ömlik a Laborcba, majd az Ondavával és lejjebb a Latorcával egyesülve alkotja a Bodrogot.

## Települések a folyó mentén

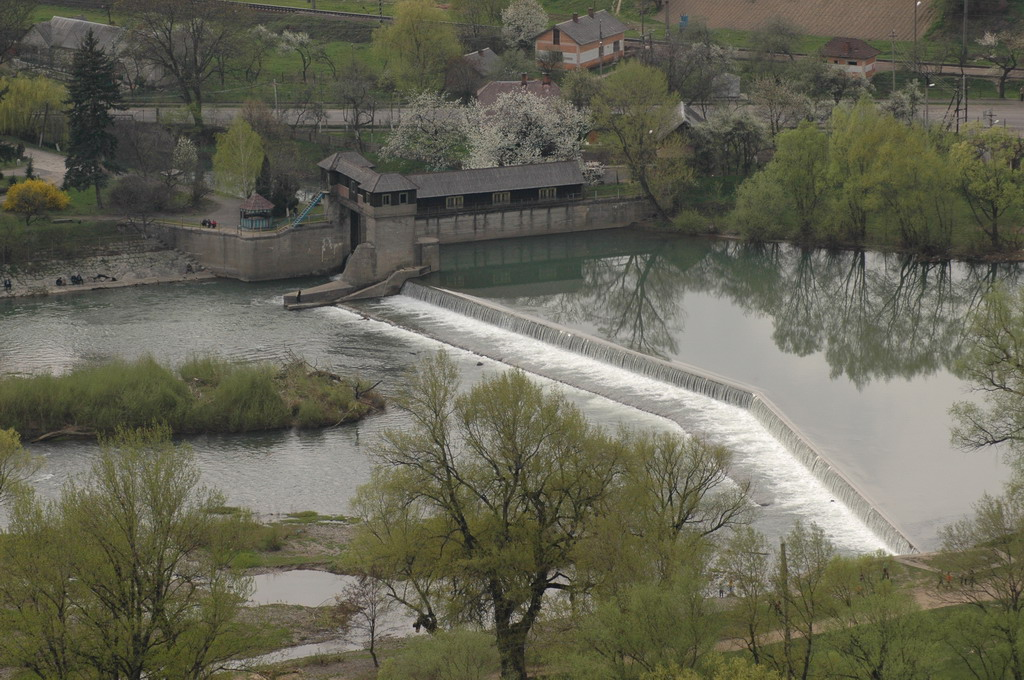
Az Ung-völgyi vízerőmű duzzasztó és vízkivételi műve Nevicke és Ókemence között

(Zárójelben az ukrán vagy szlovák név szerepel.)
- Uzsok (Ужок)
- Hajasd (Волосянка)
- Ligetes (Луг)
- Fenyvesvölgy (Ставне)
- Malomrét (Жорнава)
- Csontos (Кострина)
- Sóslak (Сіль)
- Révhely (Забрідь)
- Nagyberezna (Великий Берёзный)
- Kisberezna (Малый Берёзный)
- Mércse (Мирча)
- Kispásztély (Пастілки)
- Bercsényifalva (Дубриничі)
- Drugetháza (Зарічово)
- Ószemere (Сімер)
- Perecseny (Перечин)
- Kapuszög (Ворочово)
- Ókemence (Кам'яниця)
- Nevicke (Невицьке)
- Rahonca (Оріховиця)
- Felsődomonya (Оноківці)
- Ungvár (Ужгород)
- Őrdarma (Сторожниця)
- Zahar (Záhor), Szlovákia
- Ungpinkóc (Pinkovce)
- Lakárd (Lekárovce)
- Bajánháza (Bajany)
- (Vysocký Dvor)
- Magasrév (Vysoká nad Uhom)
- Pálóc (Pavlovce nad Uhom)

## Mellékvizek
Mellékvizei a torkolattól a forrás felé:
- Szobránci-patak (j)[4]
- Turja (Тур'я) (b)[4]
- Ljuta (Люта) (b)[4]
- (Великий) (b)
- (Кам'яниця) (j)
- Ublja-patak (Ublianka / Убля) (j)[4]
- Ulicsi-patak (Ulička / Улічка) (j)[4]
- (Уг) (j)